# クラリッサ・ストロッツィの肖像
『クラリッサ・ストロッツィの肖像』（伊: Ritratto di Clarissa Strozzi, 英: Portrait of Clarissa Strozzi）は、イタリア、ルネサンス期のヴェネツィア派の巨匠ティツィアーノ・ヴェチェッリオが1542年に制作した肖像画である。油彩。ロベルト・ストロッツィ（Roberto Strozzi）の幼い娘クラリッサ・ストロッツィ（Clarissa Strozzi）を描いた作品で、父ロベルトの発注によって制作された。ティツィアーノの数少ない純粋な子供の肖像画の1つであり、同時期に制作されたアーニョロ・ブロンズィーノのメディチ家の子供たちの肖像画とともに、イタリア絵画で最も初期の子供の肖像画の1つとなっている。
本作品の芸術的特徴は16世紀半ばの一般的な子供の肖像画の作例とは異なっている。彼女は全身像として描かれており、豊かな室内装飾、窓の外の風景、古典的なレリーフ彫刻、ラップ・ドッグなど「公式の肖像画」の特徴を備えている。絵画はバロック期の子供の描写に大きな影響を与えた。18世紀にはエングレーヴィングが制作された。現在はベルリンの絵画館に所蔵されている。

## モデル
クラリッサ・ストロッツィ（1540年-1581年）は、フィレンツェ出身の裕福な商人ロベルト・ストロッツィとマッダレーナ・デ・メディチの長女である。ストロッツィ家はフィレンツェで最も影響力のある一族の1つである。父ロベルト・ストロッツィはフィリッポ・ストロッツィとクラリーチェ・デ・メディチ（フィレンツェの僭主ピエロ・ディ・ロレンツォ・デ・メディチの娘）の息子であり、娘クラリッサの名前はおそらく祖母にちなんで名付けられた。一方、母マッダレーナはロレンツォ・ディ・ピエルフランチェスコ・デ・メディチの孫にあたる。父ロベルトはフィレンツェの政治に関連したが、スパイ活動に関与したとされ、フィレンツェから追放され、1536年から1542年までヴェネツィアに亡命していた。クラリッサが生まれたのはちょうどこの時期にあたる。肖像画が描かれたときクラリッサは2歳であった。同じ年、クラリッサの家族はヴェネツィアを離れることを余儀なくされた。1544年頃にはロベルトはローマに住んでおり、1545年にフィレンツェに帰国した。クラリッサは1557年にクリストファノ・サヴェッリ（Cristofano Savelli）と結婚してローマに住み、ティツィアーノの死の5年後の1581年に死去した。
　メディチ家の家系略図
|  |  | ジョヴァンニ・ディ・ビッチ             |                                        |                                        |                                        |                                        |                                        |  |  |                                            |                                            |                                            |                                            |                                            |                                            |                        |                        |                                         |                                         |                                         |                                         |                                                        |                                                        |                                                        |                                                        |                                                        |                                                        |                             |                             |                             |                             |                    |                    |                                |                                |                                |                                |                                |                                |  |  |  |  |  |  |  |  |  |  |  |  |  |  |
|  |  |                                        |                                        |                                        |                                        |                                        |                                        |  |  |                                            |                                            |                                            |                                            |                                            |                                            |                        |                        |                                         |                                         |                                         |                                         |                                                        |                                                        |                                                        |                                                        |                                                        |                                                        |                             |                             |                             |                             |                    |                    |                                |                                |                                |                                |                                |                                |  |  |  |  |  |  |  |  |  |  |  |  |  |  |
|  |  |                                        |                                        |                                        |                                        |                                        |                                        |  |  |                                            |                                            |                                            |                                            |                                            |                                            |                        |                        |                                         |                                         |                                         |                                         |                                                        |                                                        |                                                        |                                                        |                                                        |                                                        |                             |                             |                             |                             |                    |                    |                                |                                |                                |                                |                                |                                |  |  |  |  |  |  |  |  |  |  |  |  |  |  |
|  |  | コジモ・デ・メディチ                   | コジモ・デ・メディチ                   | コジモ・デ・メディチ                   | コジモ・デ・メディチ                   | コジモ・デ・メディチ                   | コジモ・デ・メディチ                   |  |  | ロレンツォ                                 | ロレンツォ                                 | ロレンツォ                                 | ロレンツォ                                 | ロレンツォ                                 | ロレンツォ                                 |                        |                        | ジネヴラ・カヴァルカンティ              | ジネヴラ・カヴァルカンティ              | ジネヴラ・カヴァルカンティ              | ジネヴラ・カヴァルカンティ              | ジネヴラ・カヴァルカンティ                             | ジネヴラ・カヴァルカンティ                             |                                                        |                                                        |                                                        |                                                        |                             |                             |                             |                             |                    |                    |                                |                                |                                |                                |                                |                                |  |  |  |  |  |  |  |  |  |  |  |  |  |  |
|  |  | コジモ・デ・メディチ                   | コジモ・デ・メディチ                   | コジモ・デ・メディチ                   | コジモ・デ・メディチ                   | コジモ・デ・メディチ                   | コジモ・デ・メディチ                   |  |  | ロレンツォ                                 | ロレンツォ                                 | ロレンツォ                                 | ロレンツォ                                 | ロレンツォ                                 | ロレンツォ                                 |                        |                        | ジネヴラ・カヴァルカンティ              | ジネヴラ・カヴァルカンティ              | ジネヴラ・カヴァルカンティ              | ジネヴラ・カヴァルカンティ              | ジネヴラ・カヴァルカンティ                             | ジネヴラ・カヴァルカンティ                             |                                                        |                                                        |                                                        |                                                        |                             |                             |                             |                             |                    |                    |                                |                                |                                |                                |                                |                                |  |  |  |  |  |  |  |  |  |  |  |  |  |  |
|  |  |                                        |                                        |                                        |                                        |                                        |                                        |  |  |                                            |                                            |                                            |                                            |                                            |                                            |                        |                        |                                         |                                         |                                         |                                         |                                                        |                                                        |                                                        |                                                        |                                                        |                                                        |                             |                             |                             |                             |                    |                    |                                |                                |                                |                                |                                |                                |  |  |  |  |  |  |  |  |  |  |  |  |  |  |
|  |  |                                        |                                        |                                        |                                        |                                        |                                        |  |  |                                            |                                            |                                            |                                            |                                            |                                            |                        |                        |                                         |                                         |                                         |                                         |                                                        |                                                        |                                                        |                                                        |                                                        |                                                        |                             |                             |                             |                             |                    |                    |                                |                                |                                |                                |                                |                                |  |  |  |  |  |  |  |  |  |  |  |  |  |  |
|  |  | ピエロ・デ・メディチ                   | ピエロ・デ・メディチ                   | ピエロ・デ・メディチ                   | ピエロ・デ・メディチ                   | ピエロ・デ・メディチ                   | ピエロ・デ・メディチ                   |  |  |                                            |                                            |                                            |                                            |                                            |                                            |                        |                        |                                         |                                         |                                         |                                         | ピエルフランチェスコ                                   | ピエルフランチェスコ                                   | ピエルフランチェスコ                                   | ピエルフランチェスコ                                   | ピエルフランチェスコ                                   | ピエルフランチェスコ                                   |                             |                             |                             |                             |                    |                    |                                |                                |                                |                                |                                |                                |  |  |  |  |  |  |  |  |  |  |  |  |  |  |
|  |  | ピエロ・デ・メディチ                   | ピエロ・デ・メディチ                   | ピエロ・デ・メディチ                   | ピエロ・デ・メディチ                   | ピエロ・デ・メディチ                   | ピエロ・デ・メディチ                   |  |  |                                            |                                            |                                            |                                            |                                            |                                            |                        |                        |                                         |                                         |                                         |                                         | ピエルフランチェスコ                                   | ピエルフランチェスコ                                   | ピエルフランチェスコ                                   | ピエルフランチェスコ                                   | ピエルフランチェスコ                                   | ピエルフランチェスコ                                   |                             |                             |                             |                             |                    |                    |                                |                                |                                |                                |                                |                                |  |  |  |  |  |  |  |  |  |  |  |  |  |  |
|  |  |                                        |                                        |                                        |                                        |                                        |                                        |  |  |                                            |                                            |                                            |                                            |                                            |                                            |                        |                        |                                         |                                         |                                         |                                         |                                                        |                                                        |                                                        |                                                        |                                                        |                                                        |                             |                             |                             |                             |                    |                    |                                |                                |                                |                                |                                |                                |  |  |  |  |  |  |  |  |  |  |  |  |  |  |
|  |  | ロレンツォ・デ・メディチ               | ロレンツォ・デ・メディチ               | ロレンツォ・デ・メディチ               | ロレンツォ・デ・メディチ               | ロレンツォ・デ・メディチ               | ロレンツォ・デ・メディチ               |  |  | ジュリアーノ・デ・メディチ                 | ジュリアーノ・デ・メディチ                 | ジュリアーノ・デ・メディチ                 | ジュリアーノ・デ・メディチ                 | ジュリアーノ・デ・メディチ                 | ジュリアーノ・デ・メディチ                 |                        |                        | ロレンツォ・ディ・ ピエルフランチェスコ | ロレンツォ・ディ・ ピエルフランチェスコ | ロレンツォ・ディ・ ピエルフランチェスコ | ロレンツォ・ディ・ ピエルフランチェスコ | ロレンツォ・ディ・ ピエルフランチェスコ                | ロレンツォ・ディ・ ピエルフランチェスコ                |                                                        |                                                        | セミラミーデ・ アッピアーノ                            | セミラミーデ・ アッピアーノ                            | セミラミーデ・ アッピアーノ | セミラミーデ・ アッピアーノ | セミラミーデ・ アッピアーノ | セミラミーデ・ アッピアーノ |                    |                    | ジョヴァンニ・イル・ポポラーノ | ジョヴァンニ・イル・ポポラーノ | ジョヴァンニ・イル・ポポラーノ | ジョヴァンニ・イル・ポポラーノ | ジョヴァンニ・イル・ポポラーノ | ジョヴァンニ・イル・ポポラーノ |  |  |  |  |  |  |  |  |  |  |  |  |  |  |
|  |  | ロレンツォ・デ・メディチ               | ロレンツォ・デ・メディチ               | ロレンツォ・デ・メディチ               | ロレンツォ・デ・メディチ               | ロレンツォ・デ・メディチ               | ロレンツォ・デ・メディチ               |  |  | ジュリアーノ・デ・メディチ                 | ジュリアーノ・デ・メディチ                 | ジュリアーノ・デ・メディチ                 | ジュリアーノ・デ・メディチ                 | ジュリアーノ・デ・メディチ                 | ジュリアーノ・デ・メディチ                 |                        |                        | ロレンツォ・ディ・ ピエルフランチェスコ | ロレンツォ・ディ・ ピエルフランチェスコ | ロレンツォ・ディ・ ピエルフランチェスコ | ロレンツォ・ディ・ ピエルフランチェスコ | ロレンツォ・ディ・ ピエルフランチェスコ                | ロレンツォ・ディ・ ピエルフランチェスコ                |                                                        |                                                        | セミラミーデ・ アッピアーノ                            | セミラミーデ・ アッピアーノ                            | セミラミーデ・ アッピアーノ | セミラミーデ・ アッピアーノ | セミラミーデ・ アッピアーノ | セミラミーデ・ アッピアーノ |                    |                    | ジョヴァンニ・イル・ポポラーノ | ジョヴァンニ・イル・ポポラーノ | ジョヴァンニ・イル・ポポラーノ | ジョヴァンニ・イル・ポポラーノ | ジョヴァンニ・イル・ポポラーノ | ジョヴァンニ・イル・ポポラーノ |  |  |  |  |  |  |  |  |  |  |  |  |  |  |
|  |  |                                        |                                        |                                        |                                        |                                        |                                        |  |  |                                            |                                            |                                            |                                            |                                            |                                            |                        |                        |                                         |                                         |                                         |                                         |                                                        |                                                        |                                                        |                                                        |                                                        |                                                        |                             |                             |                             |                             |                    |                    |                                |                                |                                |                                |                                |                                |  |  |  |  |  |  |  |  |  |  |  |  |  |  |
|  |  |                                        |                                        |                                        |                                        |                                        |                                        |  |  |                                            |                                            |                                            |                                            |                                            |                                            |                        |                        |                                         |                                         |                                         |                                         |                                                        |                                                        |                                                        |                                                        |                                                        |                                                        |                             |                             |                             |                             |                    |                    |                                |                                |                                |                                |                                |                                |  |  |  |  |  |  |  |  |  |  |  |  |  |  |
|  |  | ピエロ・ディ・ロレンツォ・デ・メディチ | ピエロ・ディ・ロレンツォ・デ・メディチ | ピエロ・ディ・ロレンツォ・デ・メディチ | ピエロ・ディ・ロレンツォ・デ・メディチ | ピエロ・ディ・ロレンツォ・デ・メディチ | ピエロ・ディ・ロレンツォ・デ・メディチ |  |  | ジョヴァンニ・デ・メディチ（教皇レオ10世） | ジョヴァンニ・デ・メディチ（教皇レオ10世） | ジョヴァンニ・デ・メディチ（教皇レオ10世） | ジョヴァンニ・デ・メディチ（教皇レオ10世） | ジョヴァンニ・デ・メディチ（教皇レオ10世） | ジョヴァンニ・デ・メディチ（教皇レオ10世） |                        |                        |                                         |                                         |                                         |                                         | ピエルフランチェスコ・デ・メディチ・イル・ジョヴァンニ | ピエルフランチェスコ・デ・メディチ・イル・ジョヴァンニ | ピエルフランチェスコ・デ・メディチ・イル・ジョヴァンニ | ピエルフランチェスコ・デ・メディチ・イル・ジョヴァンニ | ピエルフランチェスコ・デ・メディチ・イル・ジョヴァンニ | ピエルフランチェスコ・デ・メディチ・イル・ジョヴァンニ |                             |                             | マリア・ソデリーニ          | マリア・ソデリーニ          | マリア・ソデリーニ | マリア・ソデリーニ | マリア・ソデリーニ             | マリア・ソデリーニ             |                                |                                |                                |                                |  |  |  |  |  |  |  |  |  |  |  |  |  |  |
|  |  | ピエロ・ディ・ロレンツォ・デ・メディチ | ピエロ・ディ・ロレンツォ・デ・メディチ | ピエロ・ディ・ロレンツォ・デ・メディチ | ピエロ・ディ・ロレンツォ・デ・メディチ | ピエロ・ディ・ロレンツォ・デ・メディチ | ピエロ・ディ・ロレンツォ・デ・メディチ |  |  | ジョヴァンニ・デ・メディチ（教皇レオ10世） | ジョヴァンニ・デ・メディチ（教皇レオ10世） | ジョヴァンニ・デ・メディチ（教皇レオ10世） | ジョヴァンニ・デ・メディチ（教皇レオ10世） | ジョヴァンニ・デ・メディチ（教皇レオ10世） | ジョヴァンニ・デ・メディチ（教皇レオ10世） |                        |                        |                                         |                                         |                                         |                                         | ピエルフランチェスコ・デ・メディチ・イル・ジョヴァンニ | ピエルフランチェスコ・デ・メディチ・イル・ジョヴァンニ | ピエルフランチェスコ・デ・メディチ・イル・ジョヴァンニ | ピエルフランチェスコ・デ・メディチ・イル・ジョヴァンニ | ピエルフランチェスコ・デ・メディチ・イル・ジョヴァンニ | ピエルフランチェスコ・デ・メディチ・イル・ジョヴァンニ |                             |                             | マリア・ソデリーニ          | マリア・ソデリーニ          | マリア・ソデリーニ | マリア・ソデリーニ | マリア・ソデリーニ             | マリア・ソデリーニ             |                                |                                |                                |                                |  |  |  |  |  |  |  |  |  |  |  |  |  |  |
|  |  |                                        |                                        |                                        |                                        |                                        |                                        |  |  |                                            |                                            |                                            |                                            |                                            |                                            |                        |                        |                                         |                                         |                                         |                                         |                                                        |                                                        |                                                        |                                                        |                                                        |                                                        |                             |                             |                             |                             |                    |                    |                                |                                |                                |                                |                                |                                |  |  |  |  |  |  |  |  |  |  |  |  |  |  |
|  |  |                                        |                                        |                                        |                                        |                                        |                                        |  |  |                                            |                                            |                                            |                                            |                                            |                                            |                        |                        |                                         |                                         |                                         |                                         |                                                        |                                                        |                                                        |                                                        |                                                        |                                                        |                             |                             |                             |                             |                    |                    |                                |                                |                                |                                |                                |                                |  |  |  |  |  |  |  |  |  |  |  |  |  |  |
|  |  | ロレンツォ2世・デ・メディチ            | ロレンツォ2世・デ・メディチ            | ロレンツォ2世・デ・メディチ            | ロレンツォ2世・デ・メディチ            | ロレンツォ2世・デ・メディチ            | ロレンツォ2世・デ・メディチ            |  |  | フィリッポ・ストロッツィ                   | フィリッポ・ストロッツィ                   | フィリッポ・ストロッツィ                   | フィリッポ・ストロッツィ                   | フィリッポ・ストロッツィ                   | フィリッポ・ストロッツィ                   |                        |                        | クラリーチェ・デ・メディチ              | クラリーチェ・デ・メディチ              | クラリーチェ・デ・メディチ              | クラリーチェ・デ・メディチ              | クラリーチェ・デ・メディチ                             | クラリーチェ・デ・メディチ                             |                                                        |                                                        |                                                        |                                                        |                             |                             |                             |                             |                    |                    |                                |                                |                                |                                |                                |                                |  |  |  |  |  |  |  |  |  |  |  |  |  |  |
|  |  | ロレンツォ2世・デ・メディチ            | ロレンツォ2世・デ・メディチ            | ロレンツォ2世・デ・メディチ            | ロレンツォ2世・デ・メディチ            | ロレンツォ2世・デ・メディチ            | ロレンツォ2世・デ・メディチ            |  |  | フィリッポ・ストロッツィ                   | フィリッポ・ストロッツィ                   | フィリッポ・ストロッツィ                   | フィリッポ・ストロッツィ                   | フィリッポ・ストロッツィ                   | フィリッポ・ストロッツィ                   |                        |                        | クラリーチェ・デ・メディチ              | クラリーチェ・デ・メディチ              | クラリーチェ・デ・メディチ              | クラリーチェ・デ・メディチ              | クラリーチェ・デ・メディチ                             | クラリーチェ・デ・メディチ                             |                                                        |                                                        |                                                        |                                                        |                             |                             |                             |                             |                    |                    |                                |                                |                                |                                |                                |                                |  |  |  |  |  |  |  |  |  |  |  |  |  |  |
|  |  |                                        |                                        |                                        |                                        |                                        |                                        |  |  |                                            |                                            |                                            |                                            |                                            |                                            |                        |                        |                                         |                                         |                                         |                                         |                                                        |                                                        |                                                        |                                                        |                                                        |                                                        |                             |                             |                             |                             |                    |                    |                                |                                |                                |                                |                                |                                |  |  |  |  |  |  |  |  |  |  |  |  |  |  |
|  |  |                                        |                                        |                                        |                                        |                                        |                                        |  |  |                                            |                                            |                                            |                                            | ロベルト・ストロッツィ                     | ロベルト・ストロッツィ                     | ロベルト・ストロッツィ | ロベルト・ストロッツィ | ロベルト・ストロッツィ                  | ロベルト・ストロッツィ                  |                                         |                                         |                                                        |                                                        |                                                        |                                                        | マッダレーナ・デ・メディチ                             | マッダレーナ・デ・メディチ                             | マッダレーナ・デ・メディチ  | マッダレーナ・デ・メディチ  | マッダレーナ・デ・メディチ  | マッダレーナ・デ・メディチ  |                    |                    |                                |                                |                                |                                |                                |                                |  |  |  |  |  |  |  |  |  |  |  |  |  |  |
|  |  |                                        |                                        |                                        |                                        |                                        |                                        |  |  |                                            |                                            |                                            |                                            | ロベルト・ストロッツィ                     | ロベルト・ストロッツィ                     | ロベルト・ストロッツィ | ロベルト・ストロッツィ | ロベルト・ストロッツィ                  | ロベルト・ストロッツィ                  |                                         |                                         |                                                        |                                                        |                                                        |                                                        | マッダレーナ・デ・メディチ                             | マッダレーナ・デ・メディチ                             | マッダレーナ・デ・メディチ  | マッダレーナ・デ・メディチ  | マッダレーナ・デ・メディチ  | マッダレーナ・デ・メディチ  |                    |                    |                                |                                |                                |                                |                                |                                |  |  |  |  |  |  |  |  |  |  |  |  |  |  |
|  |  |                                        |                                        |                                        |                                        |                                        |                                        |  |  |                                            |                                            |                                            |                                            |                                            |                                            |                        |                        |                                         |                                         |                                         |                                         |                                                        |                                                        |                                                        |                                                        |                                                        |                                                        |                             |                             |                             |                             |                    |                    |                                |                                |                                |                                |                                |                                |  |  |  |  |  |  |  |  |  |  |  |  |  |  |
|  |  |                                        |                                        |                                        |                                        |                                        |                                        |  |  |                                            |                                            |                                            |                                            |                                            |                                            |                        |                        |                                         |                                         | クラリッサ・ストロッツィ                |                                         |                                                        |                                                        |                                                        |                                                        |                                                        |                                                        |                             |                             |                             |                             |                    |                    |                                |                                |                                |                                |                                |                                |  |  |  |  |  |  |  |  |  |  |  |  |  |  |
|  |  |                                        |                                        |                                        |                                        |                                        |                                        |  |  |                                            |                                            |                                            |                                            |                                            |                                            |                        |                        |                                         |                                         |                                         |                                         |                                                        |                                                        |                                                        |                                                        |                                                        |                                                        |                             |                             |                             |                             |                    |                    |                                |                                |                                |                                |                                |                                |  |  |  |  |  |  |  |  |  |  |  |  |  |  |

## 作品

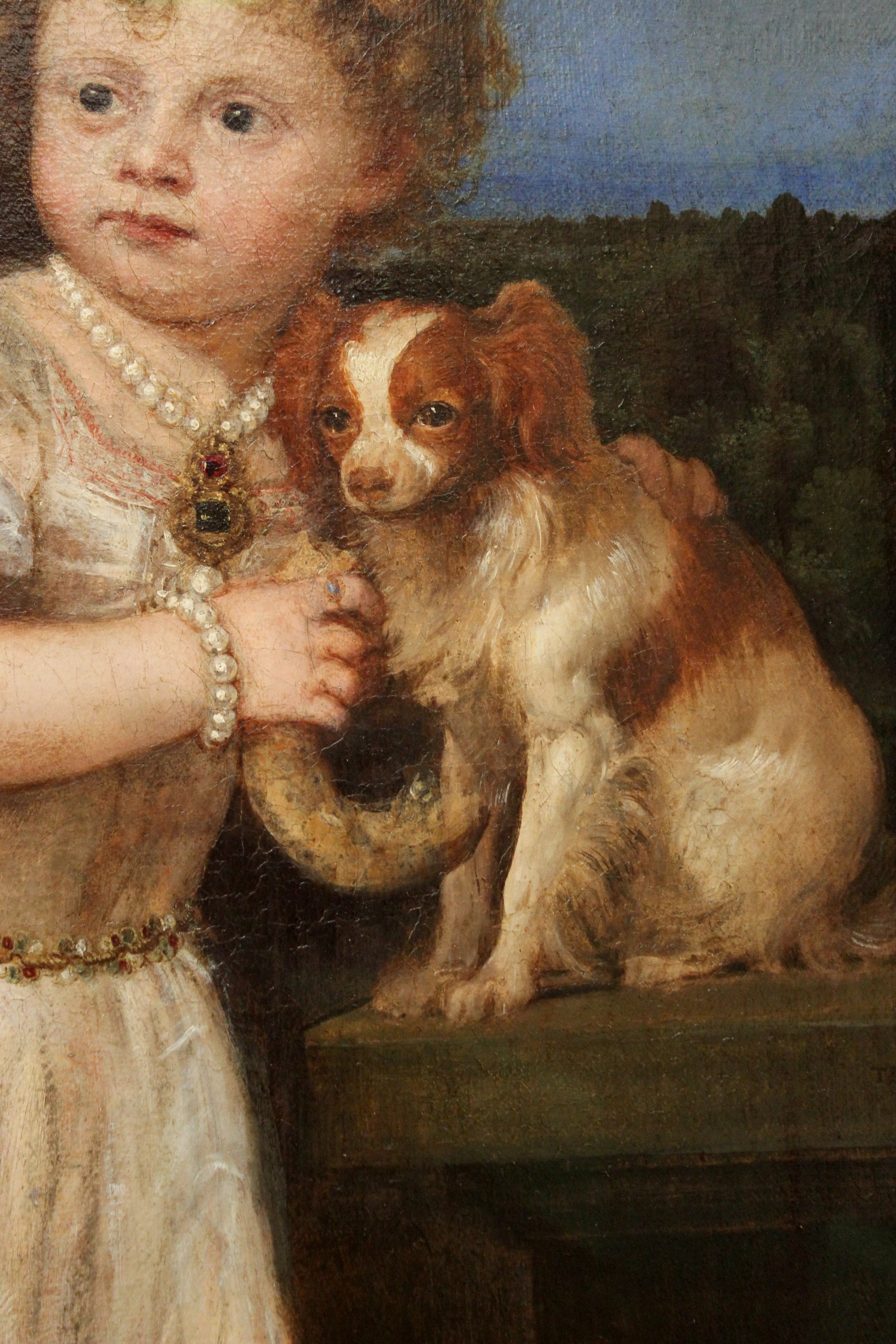
クラリッサとティツィアーノの絵画にしばしば登場する小型犬。クラリッサは焼き菓子パンのプレッツェルを持ち、小型犬に与えている。彼女が何かに反応した素振りを見せているのに対し、一点を見つめる小型犬はより賢く見える。

ティツィアーノは長いシルクのドレスをまとい、石製のテーブルのそばに立っている少女を描いている。全身像として描かれた少女は高価な宝飾品を身に着けている。首には真珠と宝石のネックレスが掛けられ、手首にはやはり真珠のブレスレットがつけられている。さらにガードルには高価な金の鎖が取りつけられ、ポマンダーと思われる球体が吊り下げられている。テーブルの上には1頭のラップ・ドッグが座っており、少女は小型犬の背中に手を回して抱き寄せている。また少女は半分に割られたプレッツェルを手に持っており、ラップ・ドッグに食べさせようとしている。彼女の巻き毛の束は額の上に自由に落ちている。少女は何かに気を取られているらしく、視線を画面左に向けている。彼女が唐突に身体を動かしたことは、ガードルに取りつけられた金の鎖の曲線によって強調されている。画面左の暗い壁には銘板が取り付けられており、少女の年齢（2歳）と制作年（1542年）がラテン語の碑文として刻まれている。画面右には大きな窓があり、部屋の外の風景を眺めることができる。森の丘の周りを川が流れ、水上では2羽の白鳥がお互いを見つめ合っている。小型犬が座るテーブルからは赤いマントが画面右に向かって滑り落ち、それによってテーブルを飾っている2人の踊るプットーが彫刻されたレリーフと、テーブルトップの側面に記されたティツィアーノの署名が現れている。
部屋の窓の外の風景の青い空は、構図の配色による必要性から後にティツィアーノによって地平線の上に追加された。画面の中で最も明るく輝きを放っているのはクラリッサの肌と白いドレスの色調であり、窓の外の青空と緑の森、そしてテーブルから落ちる赤いマントは、画面中央のクラリッサに対する最も強い色彩のアクセントとして右側に適度に明るい色の三幅対を形成している。一方の画面左側は色彩によるアクセントがなく、その大部分が暗くなっている。左上の壁の銘板は右下のレリーフ彫刻と釣り合いを取るために対角線に配置されている。クラリッサの白いドレスと小型犬の毛並みは、絵画の暗い左側と色彩豊かな右側の両方いずれに対しても対照的である。

### 肖像画の公式性

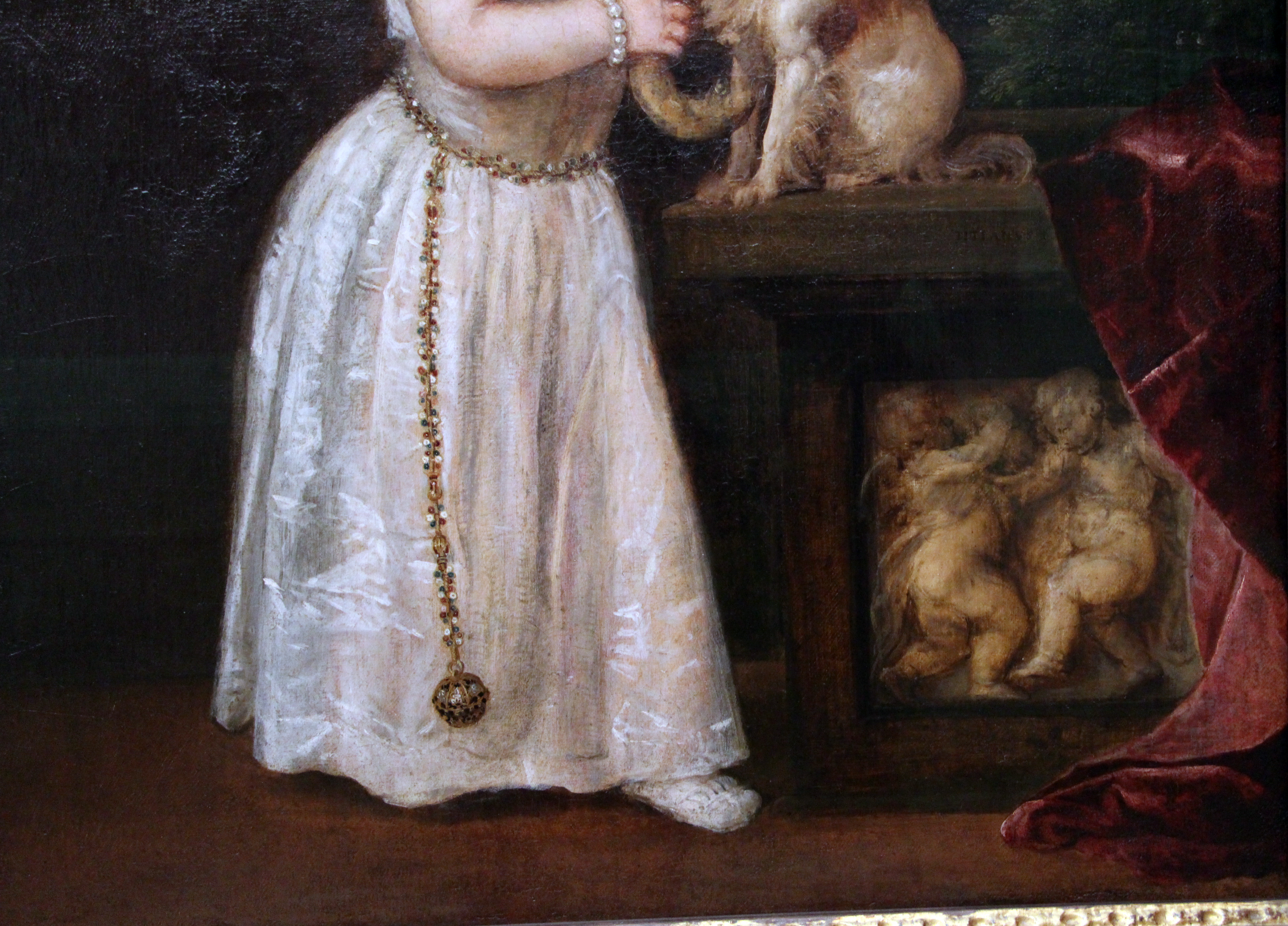
テーブルトップの側面にティツィアーノの署名。テーブル下部に2人のプットーのレリーフ彫刻が施されている。そのうち右側の横顔で描かれたプットーはクラリッサの特徴が表現されている可能性がある。背景には小さくつがいの白鳥が描かれている。

構図のいくつかの特徴は、この肖像画が16世紀半ばにイタリアで形成された「公式の肖像画」の規範に対応していることを示している。少女は成熟した女性の肖像画の規範にのっとった立像として描かれている。室内の豊かな装飾は少女が上流階級に属することを強調しており、後ろには彼女の公的役割に何らかの意味を与えるであろう風景を見下ろすことができる窓がある。2歳の少女が公式の肖像画を申請することを可能とするような独立した業績がないことは明らかであるため、この肖像画を見た同時代の芸術家や鑑賞者は認知的不協和を経験したはずである。イタリア美術の研究者であるルバ・フリードマン（Luba Freedman）は、ティツィアーノが寓意のアイデアを公式の肖像画の規範に導入し、それを多くの作品で巧みに使用したことを示唆した。この説によれば、クラリッサの白いドレスと調和したつがいの白鳥は幼い子供の無垢と純粋さを象徴し、その周りの野生の森は大人の危険な世界を象徴している。
室内での古代美術に基づいた大理石のレリーフの使用は公式の肖像画の規範における追加要素である。このレリーフは風景と同様に肖像画に描かれている人物が保持しているステータスに対応する必要がある。クラリッサの肖像画の場合、レリーフは少女のイメージに完全に適した遊ぶケルビム（または翼のあるプットー）を描いている。ティツィアーノがレリーフを描いた他の2つの肖像画『ラ・スキアヴォーナ』（La Schiavona）と『ドン・ディエゴ・ウルタード・デ・メンドーサの肖像』（Portrait of Don Diego Hurtado de Mendoza）のように、画面に描かれているのは有名な場面のコピーではなく、古典をテーマにした画家の即興である。さらに、右側のプットーにはクラリッサの横顔の特徴が表されていると推測されている。これはティツィアーノが初期の作品『ラ・スキアヴォーナ』ですでに使用した技法である。このように、芸術家はクラリッサが受ける古典的な教育だけでなく、彼女自身が古代文化の継承者であり、ルネサンスで尊敬されているという事実も指摘していると推測できる。

### プロポーション
16世紀の芸術家たちは子供の頭身が大人とは異なっていることを知っていたが、子供のイメージが大人の小さな複製であるかのように構築された例は多く存在する。このような背景に対して、幼いクラリッサを成熟した大人の女性を描く際の慣習に従いつつ、子供の頭身で描写したティツィアーノの芸術的決定は注目に値する。クラリッサの頭部は身長の4分の1である（大人は9分の1）。選択したキャンバスのサイズは3歳の子供の身長が最大身長の約半分であるという古代ギリシアの考えに対応している。クラリッサの図像は彼女の顔と腕の丸みを強調しており、これも子供に典型的である。ジョヴァンニ・バティスタ・カヴァルカゼルやジョゼフ・アーチャー・クロウなど多くの研究者によると、クラリッサの肖像画は、子供たちをそのまま描く絵画の方向性を生み出した。バロック期の芸術家ピーテル・パウル・ルーベンスやアンソニー・ヴァン・ダイクはティツィアーノから影響を受けて、子供たちを描く際に同様の技法を用いた。

### 小型犬
ティツィアーノは多くの作品で小型犬を描いているが、ここでは異なる意味論的役割を果たしている。クラリッサの肖像画では、背景の白鳥のつがいに加えて、小型犬が少女の自然への近さを示している。両者は大きく開いた目とボタンのような鼻といった共通の特徴を持っている。同様の小型犬が登場するティツィアーノの他の作品（たとえば『ウルビーノのヴィーナス』）とは異なり、小型犬は横になっていないし、眠ってもいないが、公式の肖像画の一般的な雰囲気に対応して、テーブルの上に装飾的に座っている。そのため、小型犬の存在は贅沢に満ちた場面に軽やかさをもたらすと同時に、その注意深い視線は潜在的な脅威を感知し、少女を保護している感覚を生み出している。

## 来歴

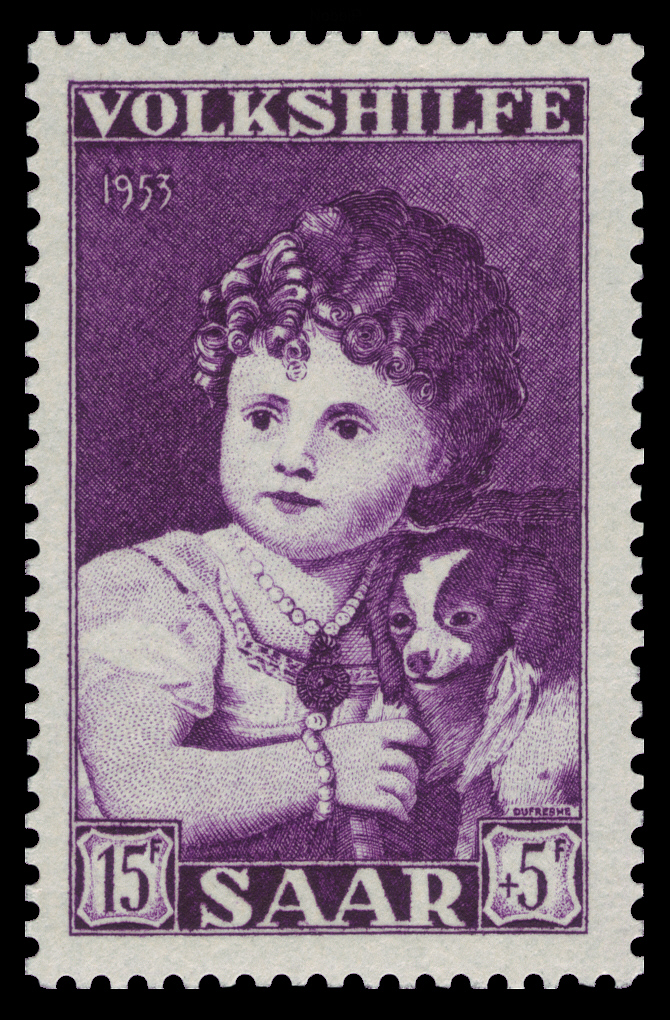
1953年にザールラント州で発行された切手。

ティツィアーノの友人である作家のピエトロ・アレティーノは、1542年7月6日に画家に宛てた手紙の中で、完成したばかりの肖像画の美しさと自然らしさを賞賛した。クラリッサの死後は肖像画は一族のローマの宮殿に残された。1641年、サン・ジョバンニ・デコラート（San Giovanni Decollato）の前庭で開催された毎年恒例の美術展の1つで展示された。19世紀初頭にローマからフィレンツェのパラッツォ・ストロッツィに移されたのち、1878年にヴィルヘルム・フォン・ボーデによってベルリン美術館のために購入された。

## 影響
『クラリッサ・ストロッツィの肖像』に対する最も初期の批評はティツィアーノの同時代人であり、有名なイタリアの作家、劇作家であるピエトロ・アレティーノのものである。彼はこの肖像画をティツィアーノの最高の作品の1つと見なし、当時としては描かれた場面に並外れた活力を与えることができた芸術家のスキルを賞賛した。
17世紀、ロレンツォ・マガロッティ（Lorenzo Magalotti）伯爵の求めで複製が制作された。クラリッサの子孫であるレオン・ストロッツィ（Leon Strozzi）に宛てた手紙の中で、すでに50代のロレンツォは、4歳のときにパラッツォ・ストロッツィを訪れて初めて見たときからこの絵画を覚えていたと書いている。1770年にはイタリアの版画家ドメニコ・クネゴはティツィアーノの絵画に基づいて『犬といるクラリッサ・ストロッツィの肖像』というエングレービングを制作した。サイズは28 x 23.2cmで、原作と比較して2つの変更が加えられた。窓の右側に壁が追加され（絵画では窓はキャンバスの右端に達している）、テーブルから落ちるマントの下の端とエングレービングの下辺との間に床が追加された（絵画ではマントの下の端がキャンバスの下辺にほとんど接近している）。スコットランドの画家、古美術コレクターのゲイヴィン・ハミルトン（1773年） や美術評論家ジョン・ラスキンはこのエングレービングを自身の著書に用いている。
1953年、ドイツのザールラント州で『クラリッサ・ストロッツィの肖像』をイメージした切手が発行された。